# Valea Perjei (Cimișlia)
Valea Perjei è un comune della Moldavia situato nel distretto di Cimișlia di 759 abitanti al censimento del 2004